# Маккуин, Мэтт
Мэттью «Мэтт» Маккуин (англ. Matthew McQueen; 18 мая 1863 года, Харфил, Шотландия — 28 сентября 1944 года, Ливерпуль, Англия) — шотландский футболист и тренер.

## Клубная карьера
Родился в шотландском городе Харфиле. Маккуин начал игровую карьеру в местном клубе «Вест Бенхар». Играл за «Лейт Атлетик» (дважды) и «Харт оф Мидлотиан» перед тем, как подписать контракт с «Ливерпулем» в 1892 году. Дебютировал 29 октября 1892 на стадионе Энфилд во втором раунде кубка Англии против Ньютауна. Первый гол забил 3 декабря того же года в матче против Флитвуда Рейнджерса (7:0).

## Награды и достижения

### В качестве игрока
«Ливерпуль»
- Чемпион второго дивизиона Футбольной лиги (2): 1894, 1896.

### В качестве тренера
«Ливерпуль»
- Чемпион первого дивизиона Футбольной лиги: 1923.